# 马蒂亚斯·马切西尼
马蒂亚斯·马切西尼（Matías Alberto Marchesini，1979年5月3日—），是一名阿根廷足球运动员，曾经效力于上海申花。

## 职业生涯
马切西尼出身于博卡青年的青训系统，但并未获得太多一线队出场机会，之后长年在拉丁美洲各国联赛效力。
2008年，马切西尼加盟中超上海申花，不过并未很快获得先发机会。7月6日，他在对长春亚泰的比赛中攻入了一个40米以上的超远距离任意球，中国国家队门将宗垒扑救不及，创造了中国职业联赛最远距离的任意球直接破门纪录。但是不久之后，申花为了签第四名外援前锋，与马切西尼解约。